# E-Werk Luckenwalde

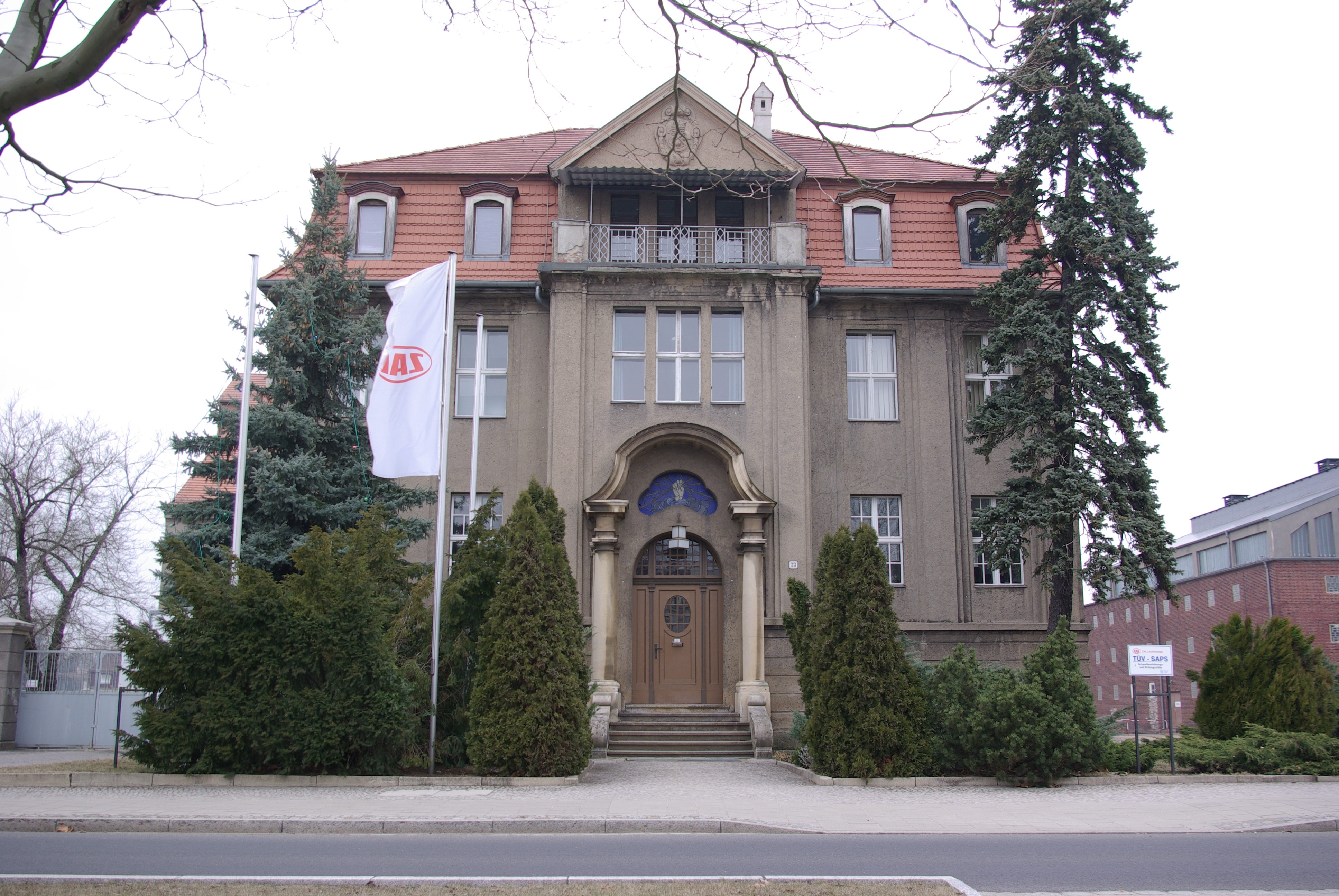
E-Werk Luckenwalde, Vorderhaus in der Rudolf-Breitscheid-Straße 73

Das E-Werk  Luckenwalde ist ein 1913 gebautes, denkmalgeschütztes ehemaliges Elektrizitätswerk in Luckenwalde, das inzwischen als Kunst- und Ausstellungszentrum genutzt wird.
Das Gebäudeensemble besteht aus dem Verwaltungsgebäude der Fabrik und dem Elektrizitätswerk und liegt in der Rudolf-Breitscheid-Straße 73 in Luckenwalde. Für die vorbildliche Sanierung des Gebäudes im Jahr 2006 wurde der damalige Eigentümer, die Zentrum für Aus- und Weiterbildung GmbH (ZAL), mit dem Denkmalpflegepreis des Landkreises Teltow-Fläming ausgezeichnet.
Im November 2017 kaufte der Künstler Pablo Wendel das E-Werk für einen ungenannten Betrag von der Zentrum Aus- und Weiterbildung GmbH. Gemeinsam mit seiner Partnerin, der Künstlerin und Kuratorin Helen Turner, betreibt er das E-Werk als ein öffentliches Kunstzentrum mit wechselnden Ausstellungen, Veranstaltungen, Performances, Werkstätten und Ateliers.
2019 wurde das ehemalige Braunkohlekraftwerk wieder an das Stromnetz angeschlossen und produziert heute nachhaltigen „Kunststrom“. Die Erlöse aus dem Stromverkauf fließen in die Förderung neuer Kunst- und Kulturprojekte.